# Virginia Poe
Vous lisez un « bon article » labellisé en 2013.
Pour les articles homonymes, voir Poe.
Virginia Eliza Clemm Poe, née Virginia Eliza Clemm le 15 août 1822, morte le 30 janvier 1847, est l'épouse d'Edgar Allan Poe. Les époux étaient cousins germains. Quand ils se marièrent, Virginia n'avait que 13 ans, tandis que Poe en avait 26. Plusieurs biographes ont suggéré que les relations du couple étaient davantage celles d'un frère et d'une sœur que de deux époux et qu'ils n'auraient jamais consommé leur union. Virginia est frappée en janvier 1842 de la tuberculose, maladie dont elle meurt en janvier 1847 à l'âge de 24 ans.
Poe et Virginia ont vécu ensemble, avec d’autres membres de leur famille, plusieurs années avant leur mariage. Le couple a souvent dû déménager, en fonction des emplois de Poe, vivant successivement à Baltimore, Philadelphie et New York. Quelques années après leur mariage, Poe fut compromis dans un scandale impliquant Frances Sargent Osgood et Elizabeth F. Ellet. Cette dernière avait fait courir des bruits tendancieux sur l’amitié amoureuse unissant Poe à Mrs Osgood ; Virginia en fut très affectée, à tel point que, sur son lit de mort, elle aurait accusé Mrs Ellet d’être responsable de sa mort.
Virginia avait les cheveux noirs et le teint très pâle, et son aspect était assez enfantin, même à l’âge adulte. Sa maladie et les menaces que celle-ci faisait peser sur ses jours eurent une grande influence sur son époux qui, miné par le chagrin, sombra dans l'alcool pour oublier sa douleur. La mort de Virginia eut une grande influence sur son œuvre, dont la mort de jeunes femmes est un motif récurrent.

## Biographie

### Jeunesse

Arbre généalogique des Poe

Virginia Eliza Clemm naquit le 22 août 1822 à Baltimore ; elle devait son nom à une sœur aînée morte dans l’enfance juste dix années plus tôt. Son père, William Clemm Jr., était un marchand d’outils de Baltimore. Il s’était marié avec Maria Poe, la mère de Virginia, le 12 juillet 1817, après la mort de sa première épouse, cousine de Maria, Harriet. Clemm avait eu cinq enfants de son précédent mariage et en eut trois autres avec Maria. À sa mort en 1826, il laissa très peu à sa famille, et ses parents n’offrirent aucun soutien financier à sa veuve et ses enfants dans la mesure où ils s'étaient opposés à cette union. Maria s’occupa de la famille du mieux qu’elle put en faisant des travaux de couture, en créant une pension ; elle bénéficia en outre de la pension annuelle de 240 $ dont bénéficiait sa mère Elizabeth Cairnes, qui était paralysée et clouée au lit ; cette pension venait du mari d’Elizabeth, le « général » David Poe, un ancien intendant du Maryland qui avait prêté de l’argent à l’État.
Edgar Poe rencontra pour la première fois sa cousine germaine Virginia en août 1829, quatre mois après qu’il eut quitté l’armée. Elle avait alors sept ans. En 1832, la famille — qui comprenait Elizabeth, Maria, Virginia, Henry (le frère de Virginia), William Henry Léonard, le frère aîné de Poe —  disposait, grâce à la pension d’Elizabeth, d'assez d'argent pour louer une maison au no 3, Amity Street, à Baltimore. William Henry Léonard mourut le 1er août 1831. Poe rejoignit en 1833 le foyer et tomba amoureux d’une voisine du nom de Mary Devereaux. La jeune Virginia servit de messagère entre les deux jeunes gens, faisant même passer un jour une mèche de cheveux de Mary Devereaux à Poe. Elizabeth Cairnes Poe mourut le 7 juillet 1835, la famille perdit alors une part importante de ses revenus et se retrouva dans une situation financière délicate. La mort de Henry, qui survint vers la même époque, peut-être avant 1836, ne laissa plus à Maria que deux filles.
En août 1835, Poe quitta sa famille et partit pour Richmond (Virginie), où il trouva un emploi au Southern Literary Messenger. Tandis que Poe était loin de Baltimore, un autre cousin, Neilson Poe, époux de la demi-sœur de Virginia, Josephine Clemm, apprit qu’Edgar envisageait d’épouser Virginia. Neilson offrit de la recueillir et de lui donner une bonne éducation. Il cherchait en réalité à empêcher l’union de cette si jeune fille avec Edgar, en suggérant que l’hypothèse d’un mariage pourrait être reconsidérée plus tard. Edgar qualifia Neilson, propriétaire d’un journal à Baltimore, de son « ennemi le plus acharné » et interpréta la proposition de son cousin comme une tentative pour briser son union avec Virginia. Le 29 août 1835, Edgar écrivit une lettre pleine d’émotion à Maria, affirmant qu’il était « aveuglé par les larmes en écrivant », et plaidant pour qu’elle laisse Virginia décider elle-même de son sort. Encouragé par son embauche au Southern Literary Messenger, Poe offrit d’assurer l’entretien financier de Maria, Virginia et Henry s’ils s’installaient à Richmond.

### Mariage

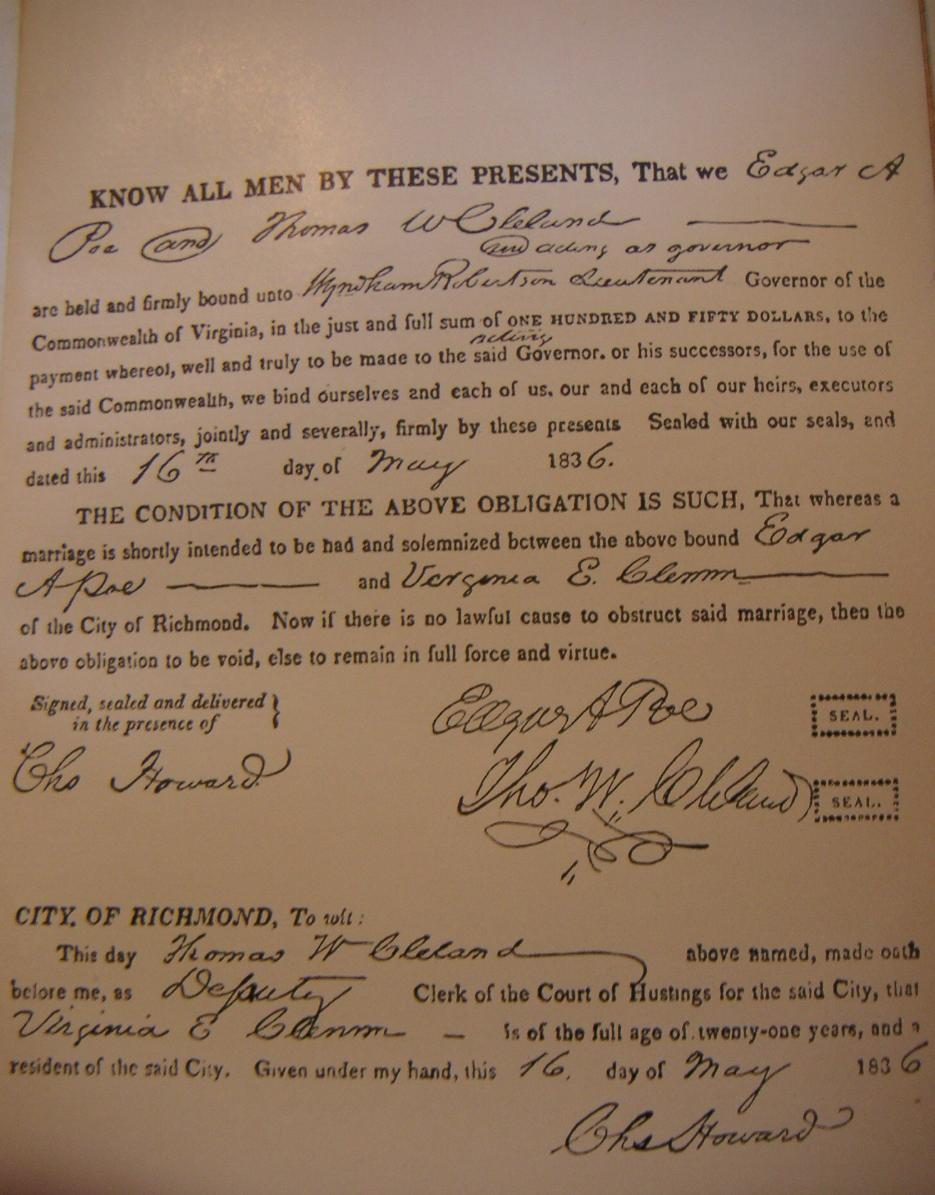
L'engagement de mariage d'Edgar Allan Poe et Virginia Clemm (Life an Letter of Allan Edgar Poe, James A. Harrison, 1900).

Les projets de mariage furent confirmés, et Poe retourna à Baltimore pour obtenir une licence de mariage le 22 septembre 1835. Ils purent alors se marier, bien que la cérémonie fût seulement officieuse. La cérémonie publique eut lieu à Richmond le 16 mai 1836, ils furent unis par un ministre presbytérien, le révérend Amasa Converse. Poe avait 27 ans et Virginia 13, bien qu’on lui en ait alors accordé 21. Les documents du mariage, réalisés à Richmond, comportaient une attestation de Thomas W. Cleland confirmant l’âge supposé de la jeune mariée.
La cérémonie fut célébrée, dans la soirée, dans la demeure de Mrs. James Yarrington, la propriétaire de la pension où logeaient Poe, Virginia et la mère de Virginia, Maria Clemm. Yarrington aida Maria Clemm à faire le gâteau de mariage et à préparer le repas de noces. Le couple passa alors une brève lune de miel à Petersburg (Virginie).
Le débat est très vif concernant le caractère inhabituel ou non de cette union, fondé sur la question de l’âge des époux et leur consanguinité. Biographe notable de Poe, Arthur Hobson Quinn considérait qu’elle n’était pas spécialement anormale, signalant que Poe avait surnommé son épouse « Sissy » ou « Sis ». Un autre biographe de Poe, Kenneth Silverman, considère pour sa part que, si une union entre des cousins aussi proches n’était pas exceptionnelle, le jeune âge de l’épouse l’était davantage. Il a été suggéré que Clemm et Poe auraient plutôt eu des relations de frère et sœur que de mari et femme. Plusieurs analystes, notamment Marie Bonaparte, considèrant nombre d'œuvres de Poe comme autobiographiques, en ont conclu que Virginia était morte vierge, elle et son époux n’ayant jamais consommé leur union. Cette interprétation se fonde souvent sur l’idée que Virginia serait représentée dans le personnage éponyme du poème Annabel Lee. Joseph Wood Krutch, également biographe de Poe, suggère que Poe n’a pas eu besoin des femmes « dans le sens dont les hommes normaux en ont besoin », mais seulement comme une source d’inspiration et de soin, et que Poe ne fut jamais intéressé sexuellement par les femmes. Des amis de Poe ont suggéré que le couple ne partagea pas le même lit au moins durant les deux premières années du mariage mais que, du jour où elle eut 16 ans, ils eurent une vie de couple « normale » jusqu’au début de sa maladie.
Virginia et Poe formaient, selon tous les témoignages, un couple heureux et aimant. Un temps employeur de Poe, George Rex Graham écrivit, au sujet de leurs relations : « Son amour pour sa femme était une sorte de culte ravi de l’esprit à la beauté ». Elle, de son côté, selon de nombreux récits contemporains, idolâtrait presque son époux. Elle s’asseyait souvent à ses côtés tandis qu’il écrivait, mettait de l’ordre dans ses plumes, pliait et adressait ses manuscrits. Elle montra son amour pour Poe dans un poème acrostiche composé quand elle avait 23 ans, daté du 14 février 1846 :

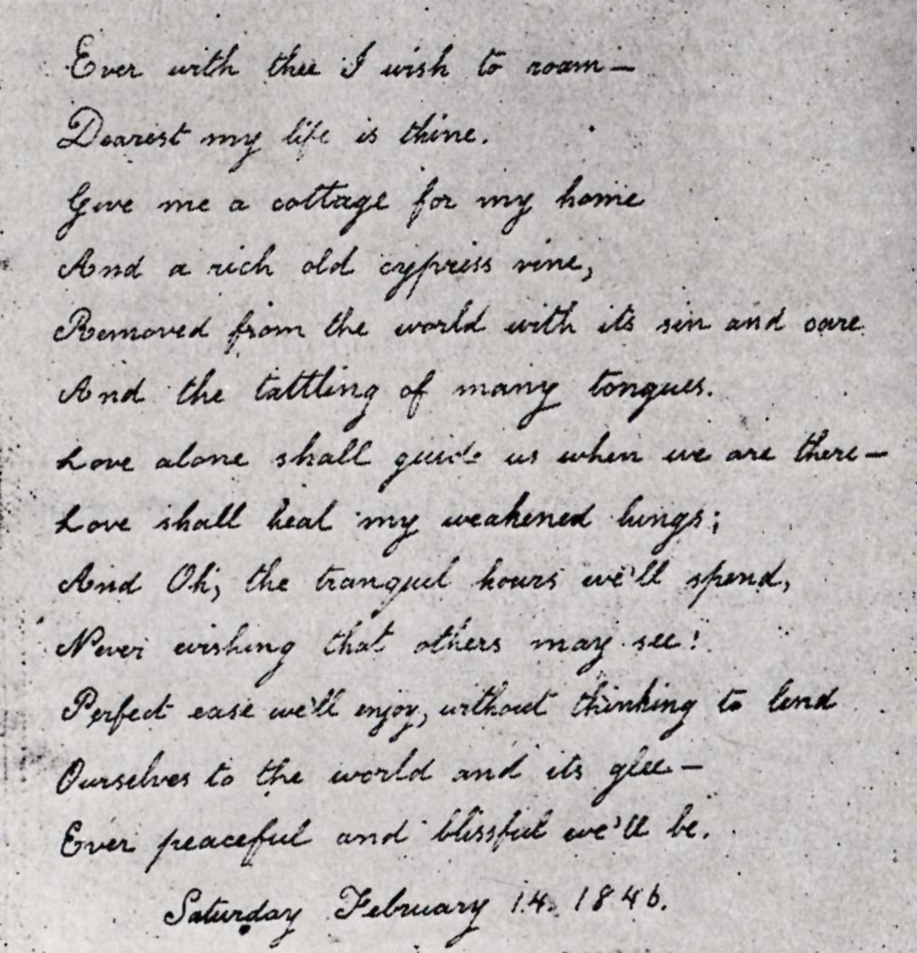
Poème de la Saint-Valentin écrit à la main par Virginia pour son époux

| Ever with thee I wish to roam - Dearest my life is thine. Give me a cottage for my home And a rich old cypress vine, Removed from the world with its sin and care And the tattling of many tongues. Love alone shall guide us when we are there - Love shall heal my weakened lungs; And Oh, the tranquil hours we'll spend, Never wishing that others may see ! Perfect ease we'll enjoy, without thinking to lend Ourselves to the world and its glee - Ever peaceful and blissful we'll be. |  |
| |  |

### Scandale Osgood/Ellet

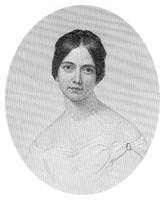
Frances Sargent Osgood

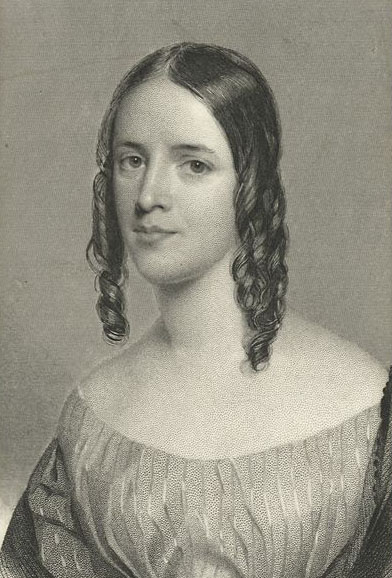
Élizabeth F. Ellet

L’expression « tattling of many tongues » (« le commérage de bien des langues »), dans le poème de la Saint-Valentin écrit par Virginia, fait référence à des incidents survenus à l’époque. En 1845, Poe engagea une amitié amoureuse avec Frances Sargent Osgood, une poétesse mariée de 34 ans. Virginia était consciente de cette amitié et l’encouragea peut-être. Elle invita souvent Osgood à leur rendre visite chez eux, considérant que la présence de cette femme plus âgée empêcherait Poe de boire, car il avait fait la promesse d’« arrêter de prendre des stimulants » et ne buvait jamais en présence d’Osgood.
À la même époque, une autre poétesse, Elizabeth F. Ellet, s’amouracha de Poe, jalousant Osgood. Bien que, dans une lettre à Sarah Helen Whitman, Poe ait qualifié l’amour qu’elle lui vouait de « répugnant » et écrit qu’il ne « pourrait faire autrement que [le] repousser avec mépris », il publia plusieurs de ses poèmes dans le Broadway Journal, dont il était le propriétaire. Mrs Ellet était connue comme un être indiscret et vindicatif ; comme elle visitait le ménage Poe à la fin de janvier 1846, elle aperçut l’une des lettres personnelles d’Osgood à Poe. Selon Ellet, Virginia aurait souligné les « paragraphes inquiétants » de la lettre d’Osgood. Motivée, soit par la jalousie, soit par le désir de causer un scandale, Ellet contacta Osgood et lui conseilla de prendre garde aux indiscrétions et de demander à Poe de lui retourner ses lettres. Osgood envoya alors Margaret Fuller et Anne Lynch Botta demander, en son nom, à Poe de lui renvoyer ses lettres. Irrité de leur intervention, Poe les qualifia de « mouches du coche » et affirma qu’Ellet ferait mieux de « s’occuper de ses propres lettres », suggérant une indiscrétion de sa part. L’une de ces lettres comprend ces mots en mauvais allemand : « Ich habe einen Brief fur Sie—wollen Sie gefalligst heute lassen ? ». La deuxième partie se traduit par « Demande-le à sa résidence ce soir », une phrase qui se voulait probablement séduisante, mais que Poe avait ignorée ou n’avait pas comprise. Il rassembla alors ces lettres et les renvoya dans leurs foyers.
Furieuse d'avoir été mise en cause et que toutes ces lettres lui aient été retournées, Ellet envoya son frère, le colonel William Lummis, demander à Poe la preuve de ce qu'il affirmait. Armé d'un pistolet, le colonel se lança à la recherche de Poe, menaçant de le tuer. Afin de se défendre, Poe demanda un pistolet à Thomas Dunn English. Auteur mineur, médecin et juriste compétent, English était à la fois l'ami de Poe et de Mrs Ellet ; il refusa de croire Poe, quand celui-ci lui affirma que ces lettres avaient bien existé. Selon lui, la solution la plus facile pour sortir de cette situation fâcheuse « était une rétractation des charges infondées ». Vexé d’avoir été traité de menteur, Poe se battit avec English. Par la suite, il se vanta d’être sorti triomphant de ce combat, bien qu'English clamât le contraire (l'une des bagues d'English fit une vilaine coupure sur le visage de Poe). Poe affirmait ainsi : « J’ai donné à E. un coup de fouet dont il se souviendra jusqu’au jour de sa mort. » Quelle que soit la version exacte, ce combat a favorisé la diffusion de l’affaire Osgood.
Le mari d’Osgood intervint et menaça de poursuivre Ellet, à moins qu’elle ne présente des excuses officielles pour ses insinuations. Elle rétracta ses affirmations dans une lettre à Osgood, écrivant : « La lettre que me montra Mrs Poe devait être une contrefaçon » créée par Poe lui-même. Elle rejeta ainsi tout le blâme sur Poe, suggérant que l’incident avait pour cause le fait que Poe était « intempérant et sujet à des actes de folie ». Ellet propagea la rumeur de la folie de Poe, qui fut reprise par les autres ennemis de Poe et rapportée dans la presse. Le Reveille de Saint-Louis signala : « Une rumeur circule à New York, affirmant que M. Edgar A. Poe, le poète et auteur, a l’esprit dérangé, et que ses amis sont sur le point de le confier aux soins du Dr Brigham de la maison d’aliénés d’Utica ». Le scandale ne cessa que lorsque Osgood retourna auprès de son époux. Virginia, cependant, avait été très affectée par toute l’affaire. Elle avait reçu des lettres anonymes au sujet des supposées indiscrétions de son époux, dès juillet 1845. Selon certains, Ellet était impliquée dans ces lettres, qui auraient eu tant d’effet sur Virginia que, sur son lit de mort, elle aurait affirmé que « Mrs. E. avait été son meurtrier ».

### Maladie
À cette époque, la tuberculose atteignit Virginia, les premiers signes étaient apparus lors d’un incident advenu au milieu de janvier 1842. Comme elle chantait et jouait du piano, Virginia avait craché du sang, bien que Poe ait cru alors qu’elle avait simplement « rompu un vaisseau sanguin ». Sa santé déclina, elle devint invalide, ce qui plongea Poe dans une profonde dépression, d’autant qu’elle montrait parfois des signes d’amélioration. Dans une lettre à son ami John Ingram, Poe a décrit les résultats sur son état mental :

« Chaque fois, j’ai senti toutes les agonies de sa mort — et à chaque retour du désordre je l’ai aimée plus chèrement et me suis accroché à sa vie avec l’obstination la plus désespérée. Mais ma constitution est devenue sensible — nerveuse à un degré très rare. Je suis devenu fou, avec de longs intervalles d’une horrible santé mentale. »

La mauvaise santé de Virginia peut avoir été à l’origine des déplacements de la famille Poe, dans l’espoir de trouver un environnement plus sain pour elle. Ils déménagèrent à plusieurs reprises dans Philadelphie au début des années 1840, leur dernière demeure dans cette ville a été celle qui deviendra le Edgar Allan Poe National Historic Site à Spring Garden. Dans cette maison, Virginia se sentait assez bien pour entretenir un parterre de fleurs et distraire les visiteurs en jouant de la harpe ou du piano et en chantant. La famille s’installa ensuite à New York, peut-être au début d’avril 1844, faisant le voyage en train et en bateau à vapeur. Virginia attendait à bord du navire tandis que son époux réservait une place dans une pension sur Greenwich Street. Au début de 1846, une amie de la famille, Elizabeth Oakes Smith, dit que Virginia aurait admis : « Je sais que je mourrai bientôt ; je sais que je ne peux bien me porter ; mais je veux être aussi heureuse que possible, et rendre Edgar heureux ». Elle promit à son mari qu’après sa mort, elle serait son ange gardien.

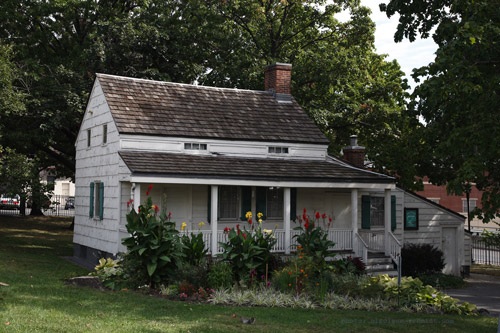
Cottage des Poe à Fordham

En mai 1846, la famille (Poe, Virginia et sa mère Maria) s’installa dans un petit cottage de Fordham, à quelque quatorze miles de New York, une demeure qui est toujours debout actuellement. Dans l’unique lettre de Poe à Virginia que nous avons conservée, datée du 12 juin 1846, il lui recommanda vivement de demeurer optimiste : « Préservez votre cœur de tout désespoir, et gardez confiance un peu plus longtemps. » Au sujet de la perte récente du Broadway Journal, le seul magazine que Poe ait jamais possédé, il dit : « Je devrais avoir perdu mon courage mais pour vous—ma chère petite femme vous êtes maintenant mon plus grand et unique stimulus pour lutter avec cette vie désagréable, insatisfaisante et ingrate ». Mais, en novembre de la même année, la situation de Virginia semblait désespérée. Les symptômes comprenaient un appétit irrégulier, des joues rouges, un pouls instable, des sueurs nocturnes, une forte fièvre, des refroidissements soudains, un essoufflement, des douleurs de poitrine, des toux et le crachat de sang.
Nathaniel Parker Willis, ami de Poe et éditeur influent, aida à faire publier une annonce le 30 décembre 1846, requérant de l’aide en faveur de la famille, bien que les faits décrits ne soient pas entièrement exacts :

« Maladie d’Edgar A. Poe. —Nous sommes au regret d’apprendre que ce gentleman et son épouse sont très dangereusement victimes de consomption, et que la main de l’infortune pèse lourdement sur leurs affaires temporelles. Nous sommes désolés de mentionner le fait qu’ils sont si diminués qu’ils n’ont plus les moyens d’obtenir le nécessaire pour vivre. Ceci est, en effet, un dur sort, et nous avons espoir que les amis et admirateurs de M. Poe viendront promptement à son secours en cette heure des plus amères, où le besoin se fait sentir. »

Willis, qui n’avait pas correspondu avec Poe depuis deux ans et avait, entretemps, perdu sa propre épouse, était à l’époque l’un de ses plus grands partisans. Il envoya à Poe et à son épouse un livre de Noël inspiré, L’Anneau de mariage, ou Comment rendre un foyer heureux.
L’annonce était semblable à celle qui avait été publiée en faveur de la mère de Poe, Eliza, durant les dernières phases de sa tuberculose. D’autres journaux reprirent l’information : « Grand Dieu ! », s’émut l’un d’eux, « est-il possible que le monde littéraire de l’Union, laisse le pauvre Poe périr de famine et sombrer dans la mendicité à New York ? Comme nous sommes amenés à le penser, au vu des fréquents avis parus dans la presse, indiquant que Poe et son épouse ont sombré dans un lit de misère, de mort et de maladie, avec pas un ducat au monde. » Le Saturday Evening Post affirma que Virginia était dans une situation désespérée et que Poe était dans le besoin : « Il a été dit qu’Edgar A. Poe est alité avec une fièvre du cerveau menaçante, et que son épouse est dans les derniers stades de la consomption — ils sont sans argent et sans amis. » Même Hiram Fuller (en), que Poe avait poursuivi en justice pour diffamation, tenta dans le New York Mirror de recueillir des soutiens en faveur de Poe et de son épouse : « Nous, avec qui il s’est querellé, prendrons la tête », écrivit-il.

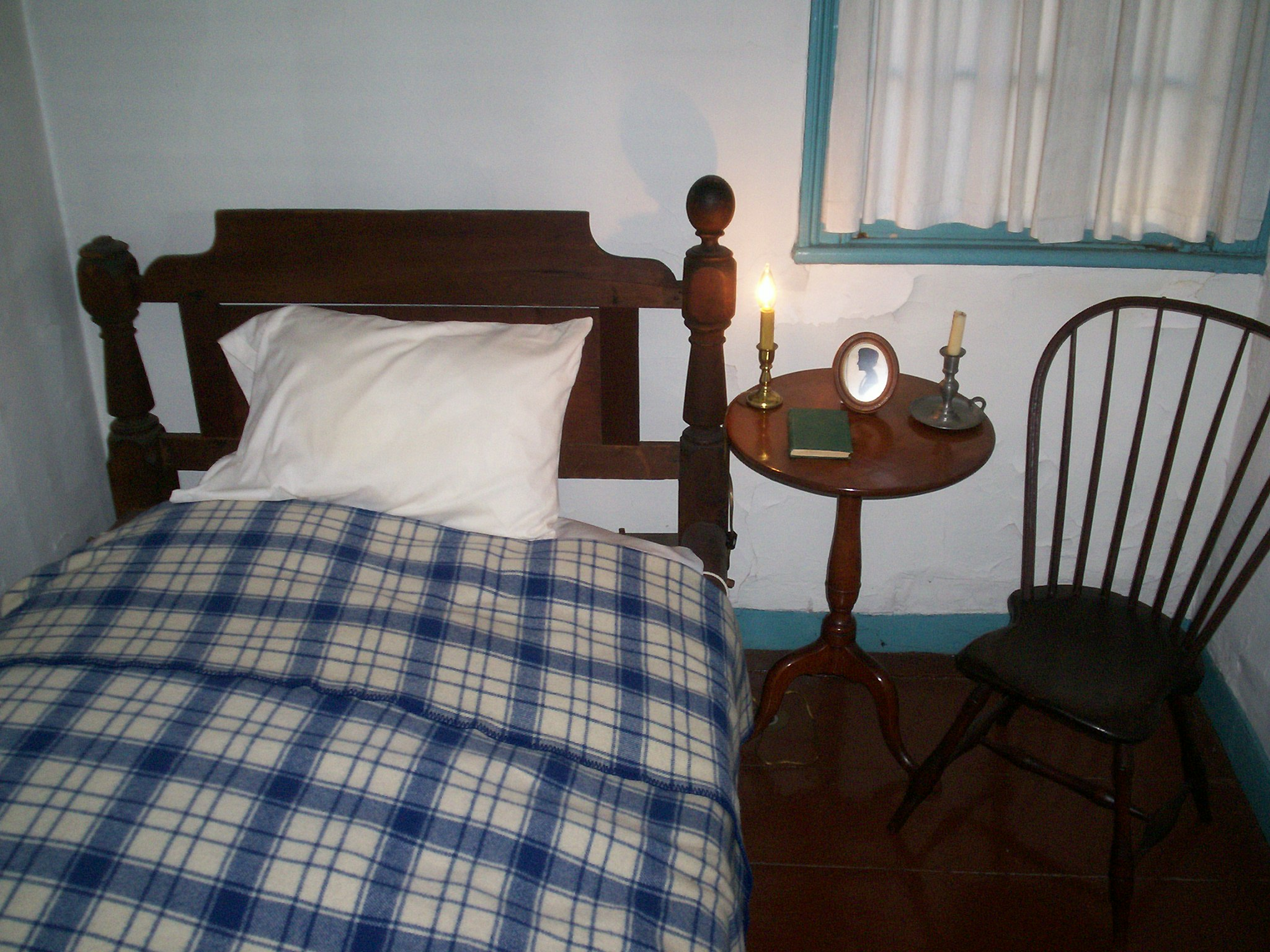
Virginia Poe a enduré les derniers stades de sa maladie dans le cottage des Poe dans le Bronx, à New York. Sa chambre a été préservée.

Au moment de mourir, Virginia demanda à sa mère : « Chère… vous consolerez et prendrez soin de mon pauvre Eddy — vous ne le quitterez jamais, jamais? ». Vers cette époque, la famille reçut de nombreux visiteurs, notamment une vieille amie du nom de Mary Starr. À un moment donné, Virginia mit la main de Starr dans celle de Poe et lui demanda d’« être une amie pour Eddy, et de ne pas l’abandonner ». Virginia fut soignée par Marie Louise Shew, une femme de 25 ans, qui avait servi comme infirmière et connaissait des rudiments de médecine par son père et son époux, l’un et l’autre médecins. Elle apporta une couette à Virginia dont l'unique couverture était la vieille capote militaire de Poe. Elle lui fournit également des bouteilles de vin, que l’invalide but « en souriant, même quand il avait du mal à passer ». Enfin, Virginia montra à Poe une lettre de la seconde épouse de son beau-père, John Allan, qu’elle lui avait toujours cachée, et dans laquelle elle laissait entendre qu’elle était à l’origine de la rupture entre Allan et Poe.

### Décès

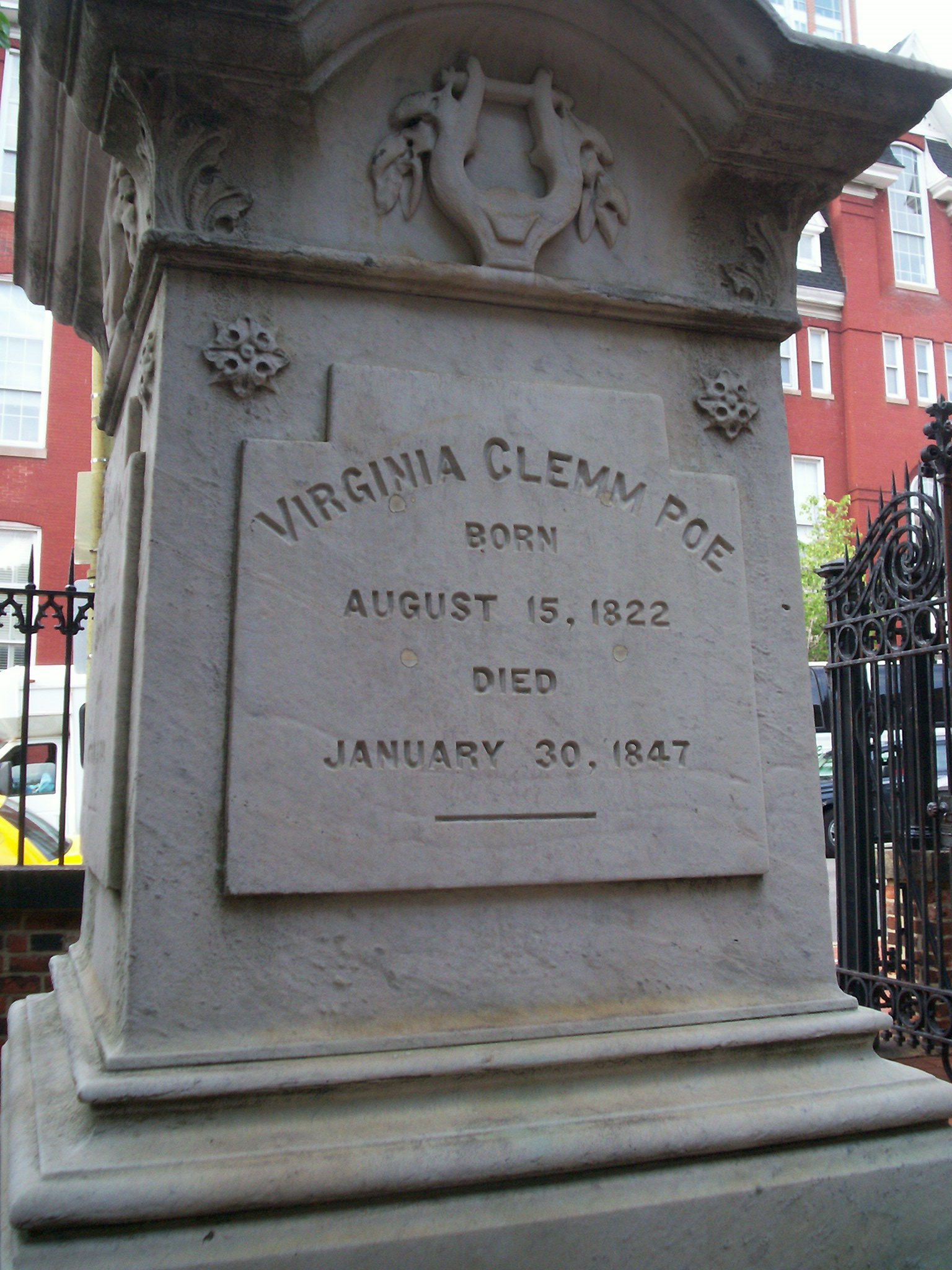
Borne du Mémorial à Virginia Clemm, Maria Clemm et Edgar Allan Poe à Baltimore, Maryland

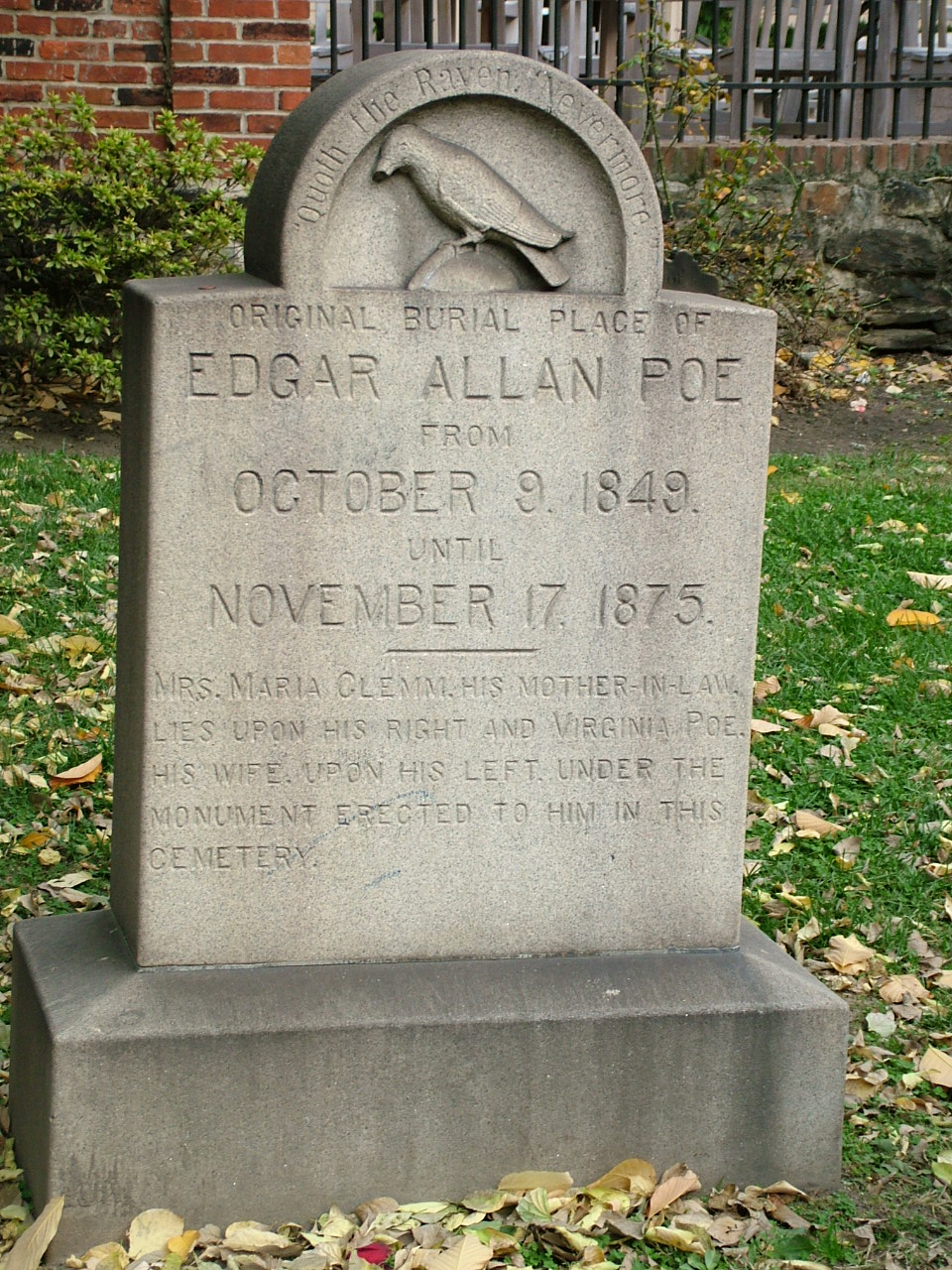
Monument placé en 1913 à l'emplacement original de la tombe d'Egar Allan Poe, Virginia Clemm et Maria Clemm, cimetière presbytérien de Baltimore.

Le 29 janvier 1847, Poe écrivit à Marie Louise Shew : « Ma pauvre Virginia vit toujours, bien qu’elle s’affaiblisse rapidement et qu’elle endure maintenant de grandes souffrances. »
Virginia mourut le lendemain, 30 janvier 1847, après cinq jours d’agonie. Shew l’aida à organiser ses funérailles, prenant à sa charge le cercueil. Shew aurait également peint l’unique portrait de Virginia, une aquarelle réalisée après sa mort. L’avis de décès parut dans plusieurs journaux. Le 1er février, le Daily Tribune de New York et le Herald publient ce simple faire-part : « Le samedi, le 30 du mois dernier, de consomption pulmonaire, en la 25e année de sa vie, VIRGINIA ELIZA, épouse d’EDGAR A. POE. ». Les funérailles eurent lieu le 2 février 1847, dans l’assistance se trouvaient Nathaniel Parker Willis, Ann S. Stephens et l’éditeur George Pope Morris. Poe refusa de regarder le visage de son épouse morte, disant qu’il préférait se souvenir d’elle vivante. Bien qu’elle repose aujourd’hui à Westminster Hall and Burying Ground, Virginia fut dans un premier temps inhumée dans un caveau appartenant à la famille Valentine, à qui les Poe louaient le cottage de Fordham.
En 1875, la même année que celle où le corps de Poe fut réinhumé, le cimetière dans lequel elle reposait fut détruit et ses restes furent presque oubliés. L’un des premiers biographes de Poe, William Gill rassembla les os et les conserva dans une boîte entreposée sous son lit. L’histoire de Gill fut rapportée dans le Boston Herald vingt sept ans après l’événement : il expliqua qu’il avait visité le cimetière de Fordham en 1883 au moment exact où le sacristain Dennis Valentine saisissait les os de Virginia dans sa pelle, prêt à les jeter comme non-réclamés. Poe lui-même était mort en 1849. Aussi Gill récupéra-t-il les os de Virginia et décida-t-il, au terme d’une correspondance avec Neilson Poe et John Prentiss Poe, de ramener à Baltimore la boîte, afin qu’ils soient déposés à la gauche de Poe dans un petit coffret en bronze. Les restes de Virginia furent finalement inhumés avec ceux de son époux le 19 janvier 1885 — le soixante-seizième anniversaire de la naissance de Poe et près de dix ans après l’érection du monument à sa mémoire. Le même homme qui avait servi comme sacristain lors de l’inhumation originelle, de l’exhumation et de la réinhumation de Poe assistait aux rites qui accompagnèrent le transfert de ses cendres auprès de Virginia et de la mère de Virginia, Maria Clemm.

## Apparence
Les descriptions de Virginia sont diverses. Pour certains, elle avait les cheveux noirs et les yeux violets, avec la peau si pâle qu’on l'a décrite comme un « pur blanc », lui faisant un « mauvais teint qui gâtait son aspect ». Un visiteur de la famille Poe a noté que « le teint de rose de ses joues était trop brillant », peut-être un symptôme de sa maladie. Un autre visiteur de Fordham a écrit : « Mrs. Poe paraissait vraiment jeune ; elle avait de grands yeux noirs, et une blancheur nacrée de teint, qui était d’une pâleur parfaite. Son visage pâle, ses yeux brillants et ses cheveux de jais lui donnaient un air surnaturel ». Cet air surnaturel fut signalé par d’autres témoins, selon lesquels elle n’avait pas apparence humaine. William Gowans, qui logea un temps dans la famille, décrivit Virginia comme une femme d’« une beauté et d’un charme incomparables, son œil pourrait égaler celui de n’importe quelle houri, et son visage défier le génie à imiter d’un Canova ». Elle peut avoir été un peu potelée. On retrouve, dans de nombreux témoignages contemporains et parmi plusieurs biographes modernes, des remarques sur son aspect enfantin, y compris dans les dernières années de sa vie,,. Un jour, Poe écrivit à un ami : « Je ne vois personne parmi les vivants d’aussi beau que ma petite femme. »
Il n’existe qu’un seul portrait connu de Virginia, réalisé sur son lit de mort, à la suite de son décès. Quelques heures après sa mort, Poe réalisa qu’il n’avait aucun portrait de Virginia et commanda une aquarelle. Elle apparaît avec le « beau lin » dont Mrs Shew disait l’avoir parée, un léger double menton et des yeux noisette. Le portrait est ensuite passé dans la famille de Joséphine, la demi-sœur de Virginia, épouse de Neilson Poe.

## Impact et influence sur Poe

### Un deuil difficile
La mort de Virginia eut un grand impact sur Poe. Après cela, il fut plongé pendant plusieurs mois dans une profonde tristesse. Un ami dit de lui : « La perte de son épouse fut un triste coup pour lui. Il ne semblait plus se soucier, après qu’elle s’en fut allée, s’il vivait une heure, un jour, une semaine ou une année ; elle était tout ce qu’il avait ». Un an après sa mort, il écrivit à un ami qu’il avait connu la plus grande douleur qu’un homme puisse éprouver quand, dit-il, « une épouse, que j’aimais comme aucun homme n’avait aimé auparavant » avait disparu. Pendant que Virginia luttait toujours pour se remettre, Poe avait sombré dans l’alcool après une période de complète abstinence. La fréquence avec laquelle il buvait et l’importance de sa consommation sont des questions controversées, qui ont fait l’objet de débats autant du vivant de Poe que parmi les biographes modernes,. Poe considérait sa réaction émotionnelle à la maladie de sa femme comme sa propre maladie et qu’il en trouvait le remède « dans la mort de ma femme. Cela, je peux et parviens à le supporter comme il sied à un homme — c’était l’horrible oscillation incessante entre espoir et désespoir que je n’aurais pas pu supporter plus longtemps sans perdre complètement la raison. »
Poe visitait régulièrement la tombe de Virginia. Comme l’écrivit son ami Charles Chauncey Burr : « Après la mort de son épouse bien-aimée, on le trouva à maintes reprises, à l’heure morte d’une nuit d’hiver, assis près de sa tombe, presque gelé dans la neige. » Peu après la mort de Virginia, Poe courtisa de nombreuses autres femmes, en particulier Nancy Richmond de Lowell (Massachusetts), Sarah Helen Whitman de Providence (Rhode Island) et son amour d’enfance Sarah Elmira Royster de Richmond. Toutefois, Frances Osgood, à qui Poe avait également tenté de faire la cour, pensait « que [Virginia] était la seule femme qu’il ait jamais aimée. »